# Дреновець-при-Лесковцу
Дреновець-при-Лесковцу (словен. Drenovec pri Leskovcu) — поселення в общині Кршко, Споднєпосавський регіон, Словенія. Висота над рівнем моря: 218,4 м.